# Кихчик (посёлок)
Ки́хчик — бывший посёлок городского типа в Усть-Большерецком районе Камчатского края.

## История
Возник при рыбных промыслах в устье одноимённой реки в 1926 году. Позднее здесь был построен Кихчикский рыбоконсервный завод. Получил статус пгт в 1940 году. До 1960 г. существовал одноимённый посёлок в 20 км от устья реки Кихчик, основанный в 1740-е годы под названием Чачамжу.
В посёлке имелась средняя школа, две начальных школы, больница, клуб, ясли, детский сад, три библиотеки, столовая, хлебопекарня, баня, 6 магазинов и 3 ларька, сельхозферма.
28 августа 1972 года пгт Кихчик был упразднён.

## Население
| 1959 | 1970 |
| ---- | ---- |
| 2606 | ↘755 |